# Taotao (TV-serie)
Taotao är en animerad filmserie om pandaungen Taotao som bor i Waizandalen i Kina tillsammans med sin mor. Den producerades av japanska TV Osaka tillsammans med tyska ZDF.
Taotao leker med sina vänner bland djuren medan hans mor berättar sedelärande sagor om djur från hela världen som passar in på situationen, bland andra den fula ankungen.
Seriens 52 avsnitt sändes på TV Osaka från oktober 1983 till mars 1984 och från november till april året efter. På ZDF sändes serien över två säsonger med början den 28 januari 1984.
TV-serien föregicks av en animerad film med Taotao som hade premiär den 26 december 1981. Filmen  producerades i samarbete mellan Kina, Japan och Tyskland med regi av Shuichi Nakahara och Tatsuo Shimamura.
Serien om Taotao har visats av TV-kanaler i flera länder, bland annat av Yle TV1 och Yle TV2 i Finland under titeln Taotao, pieni pandakarhu. Texten dubbades till finska och Inkeri Wallenius var berättare. Det finska rockbandet Guava utgav titelmelodin till Taotao på singel år 2003.